# اواجیک (کاهتا)
اواجیک {{ترکی|Ovacık) 
(به زازاکی: Dodin) یک منطقهٔ مسکونی در ترکیه است که در کاهتا واقع شده‌است.